# 小松島自動車教習所

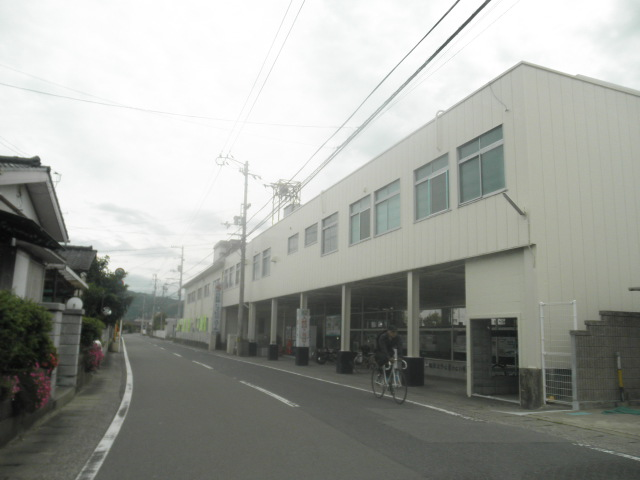
小松島自動車教習所

株式会社小松島自動車教習所（こまつしまじどうしゃきょうしゅうじょ）は、徳島県小松島市中郷町にある徳島県公安委員会指定の自動車教習所を運営する企業。

## 概要

### 取得免許
- 普通自動車（MT・AT）
- 大型自動二輪車（MT・AT）
- 普通自動二輪車（MT・AT）
- 牽引自動車

### 所在地
- 〒773-0016 徳島県小松島市中郷町字西野1-1